# Gerard Krefft
Johann Ludwig (Louis) Gerard Krefft (17 de febrero de 1830 – 19 de febrero de 1881) fue un pionero zoólogo y paleontólogo australiano. Además de muchos artículos científicos, escribió los libros The Snakes of Australia, A Catalogue of the Minerals and Rocks in the Australian Museum y A Short Guide to the Australian Fossil Remains in the Australian Museum. He published the scientific description of the peces pulmonados de Queensland, considerados "fósiles vivientes".

## Carrera
Krefft era aborigen del Ducado de Brunswick (hoy parte de Alemania) hijo de William Krefft, confitero, y de su esposa Johanna Buschhoff. Fue educado en el St Martin's College, Brunswick, y de joven se interesó por el arte, queriendo estudiar pintura. Sin embargo, fue colocado en una casa mercantil y alrededor de 1850 emigró a Nueva York. Y, luego, en noviembre de 1852, emigró a Australia; trabajando en campos de oro de Victoria, durante algunos años antes de unirse, entre 1856 a 1857, en las exploraciones de William Blandowski en el río Murray y en el río Darling.
En 1858, Krefft visitó Alemania, tras el deceso de su padre. En 1860, Krefft arribó a Sídney, Nueva Gales del Sur y fue nombrado Curador Asistente del Museo Australiano por recomendación del Gobernador Sir William Denison.
En 1864, fue ascendido a Director, y este año publicó un Catalogue of Mammalia in the Collection of the Australian Museum, y en 1865, como un folleto, Two Papers on the Vertebrata of the Lower Murray and Darling and on the Snakes of Sydney. Esos documentos se habían leído antes, en la Sociedad Filosófica de Nueva Gales del Sur y, aunque el título no lo mostraba, hubo un tercer documento sobre Aborigines of the Lower Murray and Darling fue incluida en tal publicación. En 1869, publicó The Snakes of Australia y en 1871 The Mammals of Australia, ambos con planchas de Helena Scott y de Harriet Scott. En 1873, publicó el Catalogue of the Minerals and Rocks in the Collection of the Australian Museum.
Krefft fue despedido en 1874. Fue llevado en su silla a la puerta del museo y arrojado a la calle. Se había caído de los fideicomisarios, en particular de William John Macleay, porque fue acusado de usar los recursos del museo para aumentar colecciones privadas. Respondieron acusándolo de embriaguez, falsificando registros de asistencia e incluso permitiendo la venta de postales. Posteriormente, presentó una acción contra uno de los fideicomisarios y obtuvo un veredicto a su favor por £ 250. El juez sostuvo que Krefft era un oficial superior bajo el gobierno y que nadie tenía poder para destituirlo, sino el gobernador con el consejo del consejo ejecutivo. Posteriormente, el Parlamento aprobó un voto de £ 1000 para ser aplicado a su entera indemnización. En 1877, dio comienzo la publicación de Krefft's Nature in Australia, una revista popular de discusión de cuestiones de historia natural, pero rápidamente dejó de publicarse. 
Krefft murió el 19 de febrero de 1881, a causa de congestión pulmonar; y, fue enterrado en el cementerio de la Iglesia de Inglaterra de San Judas, Randwick. Fue sobrevivido por su esposa Annie McPhail, con quien se había casado el 6 de febrero de 1869, y por dos hijos.
Krefft fue uno de los muy pocos partidarios del darwinismo en Australia durante los 1870s. Se convirtió en correspondiente de Charles Darwin, e intercambiaron cartas de apoyo
Krefft fue miembro de muchas sociedades científicas, y contribuyó con artículos al Proceedings of the Zoological Society of London y otras revistas científicas y populares. Algunos de ellos fueron impresos, por separado, como folletos.

## Legado

### Eponimia
Krefft fue honrado en los nombres científicos, de dos reptiles endémicos de Australia: 
- Cacophis krefftii, una especie de serpiente venenosa;
- Emydura macquarii krefftii, una subespecie de tortuga de agua dulce.[4]
- The mountain group of Krefftberget at  Barentsøya, Svalbard, is named after him.[5]

## Literatura
- Paul Zimmermann (1906), «Krefft, Gerhard», Allgemeine Deutsche Biographie (ADB) (en alemán) 51, Leipzig: Duncker & Humblot, pp. 373-374.

## Abreviatura (zoología)
La abreviatura Krefft  se emplea para indicar a Gerard Krefft como autoridad en la descripción y taxonomía en zoología.

- Datos: Q71350
- Multimedia: Gerard Krefft / Q71350
- Especies: Johann Ludwig Gerard Krefft